# 서울거원초등학교
서울거원초등학교는 대한민국 서울특별시 송파구 거여동에 있는 공립 초등학교이다.

## 학교 연혁
- 1997년 7월 3일 서울거원초등학교 설립인가
- 1997년 11월 7일 개교식
- 2027년 11월 7일 개교 30주년

## 참고 자료
- 서울거원초등학교 - 한국교육학술정보원 학교알리미